# Ilona Deckwerth

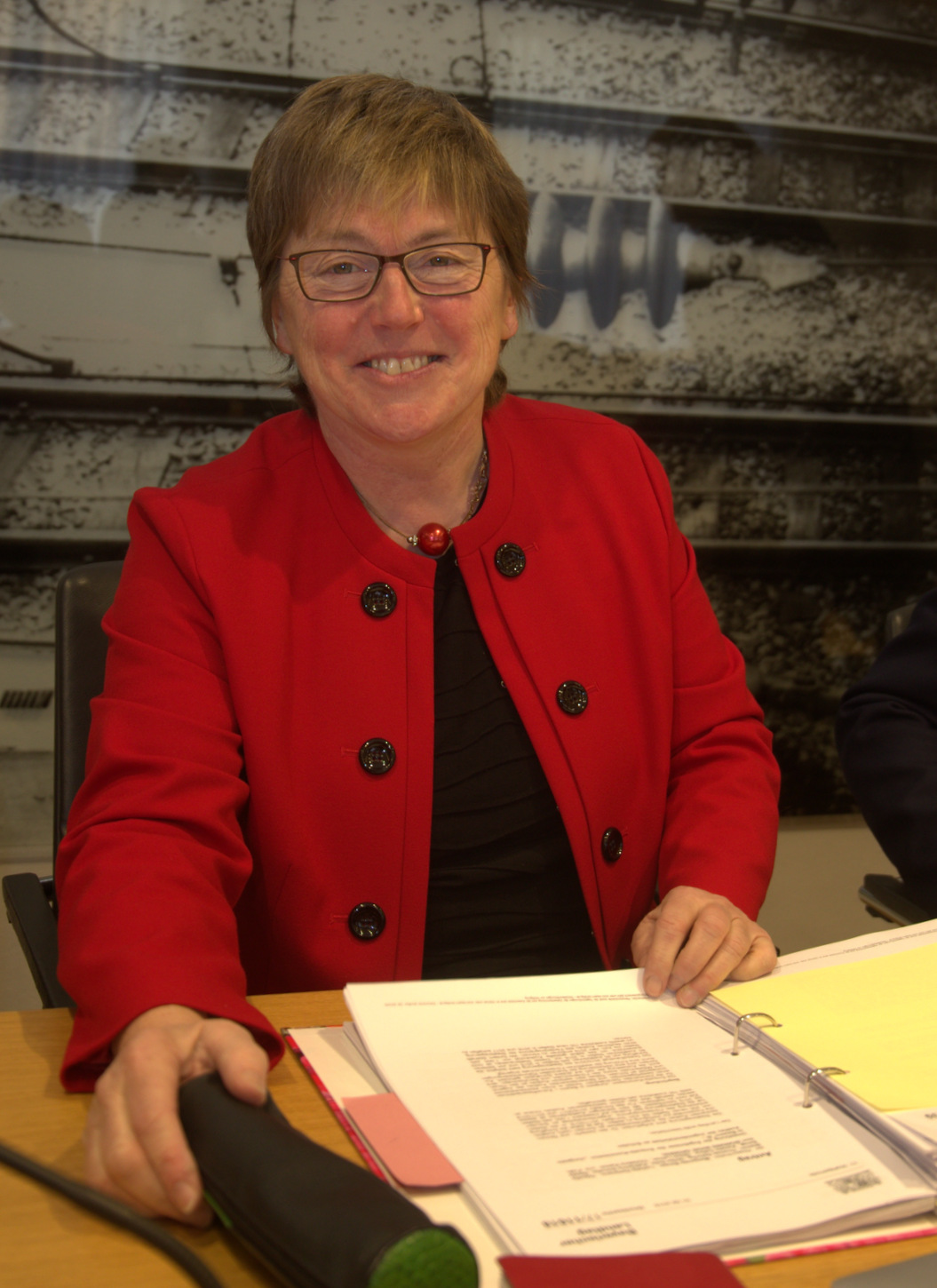
Ilona Deckwerth (2017)

Ilona Deckwerth (* 8. Februar 1961 in Möhren) ist eine deutsche Politikerin (SPD). Sie war von 2017 bis 2018 Mitglied des Bayerischen Landtags.

## Leben
Ilona Deckwerth wurde 1961 im 1972 nach Treuchtlingen eingemeindeten Möhren in Mittelfranken geboren. Sie besuchte die integrierte und differenzierte Gesamtschule Treuchtlingen und machte dort ihr Abitur. Seit 1989 lebt sie im Ostallgäu, seit 2000 in Füssen. Nach dem Studium der Sonderpädagogik in München und einem Referendariat in Passau, arbeitete sie von 1989 bis 2016 als Sonderschullehrerin am Förderzentrum in Füssen und war Personalrätin.
Deckwerth ist seit 1984 Mitglied der SPD und seit 2006 Stadtratsmitglied der SPD in Füssen. 2011 wurde sie für zwei Jahre in den Landesvorstand der BayernSPD gewählt.
Am 1. Januar 2017 rückte sie – als Nachfolgerin des am 31. Dezember 2016 ausgeschiedenen Linus Förster – in den Bayerischen Landtag nach. Sie war dort Sprecherin der SPD-Landtagsfraktion für Menschen mit Behinderung und Außerschulische Inklusion. Bei der Landtagswahl 2018 wurde sie nicht wiedergewählt und schied damit aus dem Landtag aus.